# Bitwa pod Warną

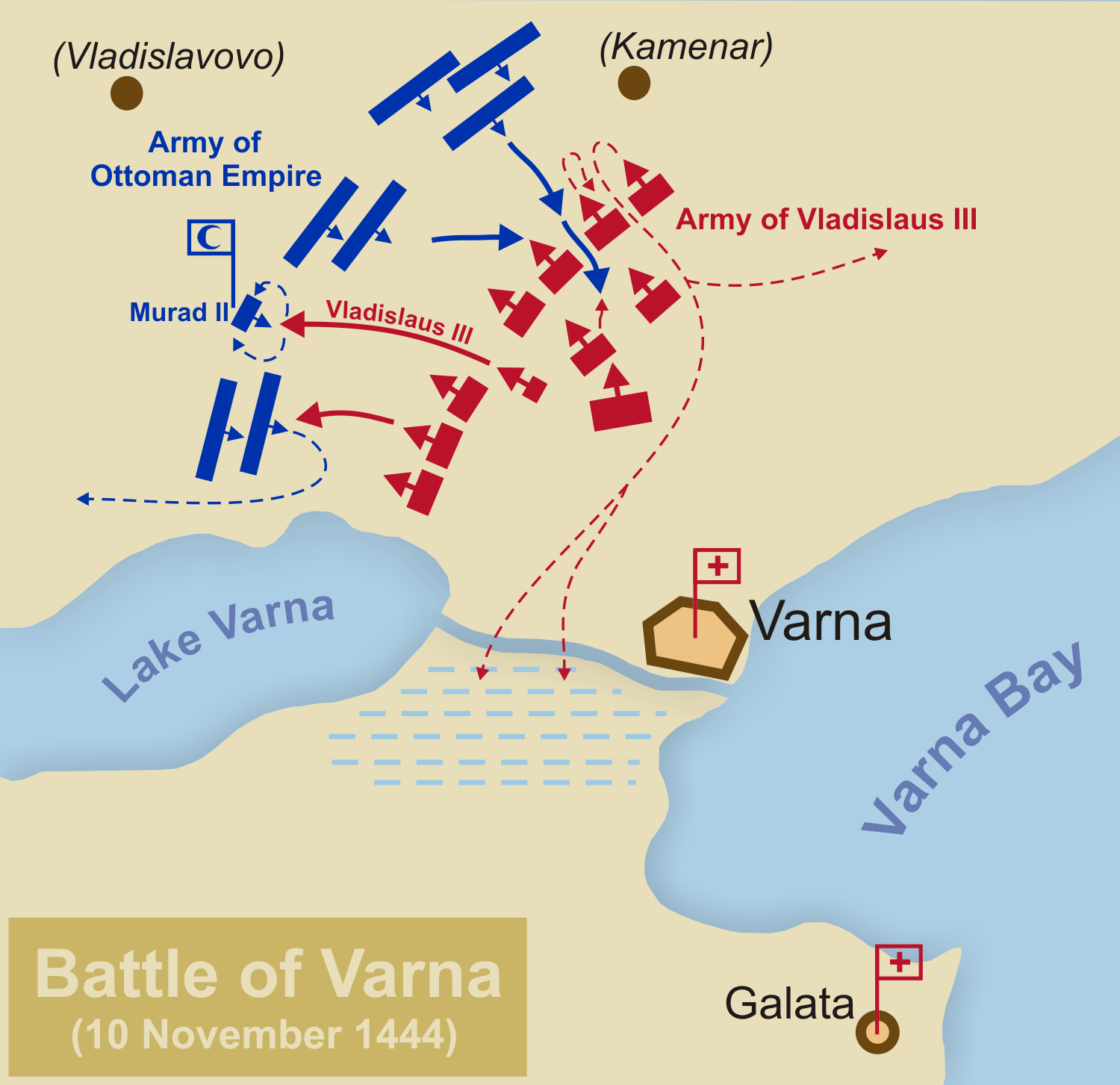
Bitwa pod Warną

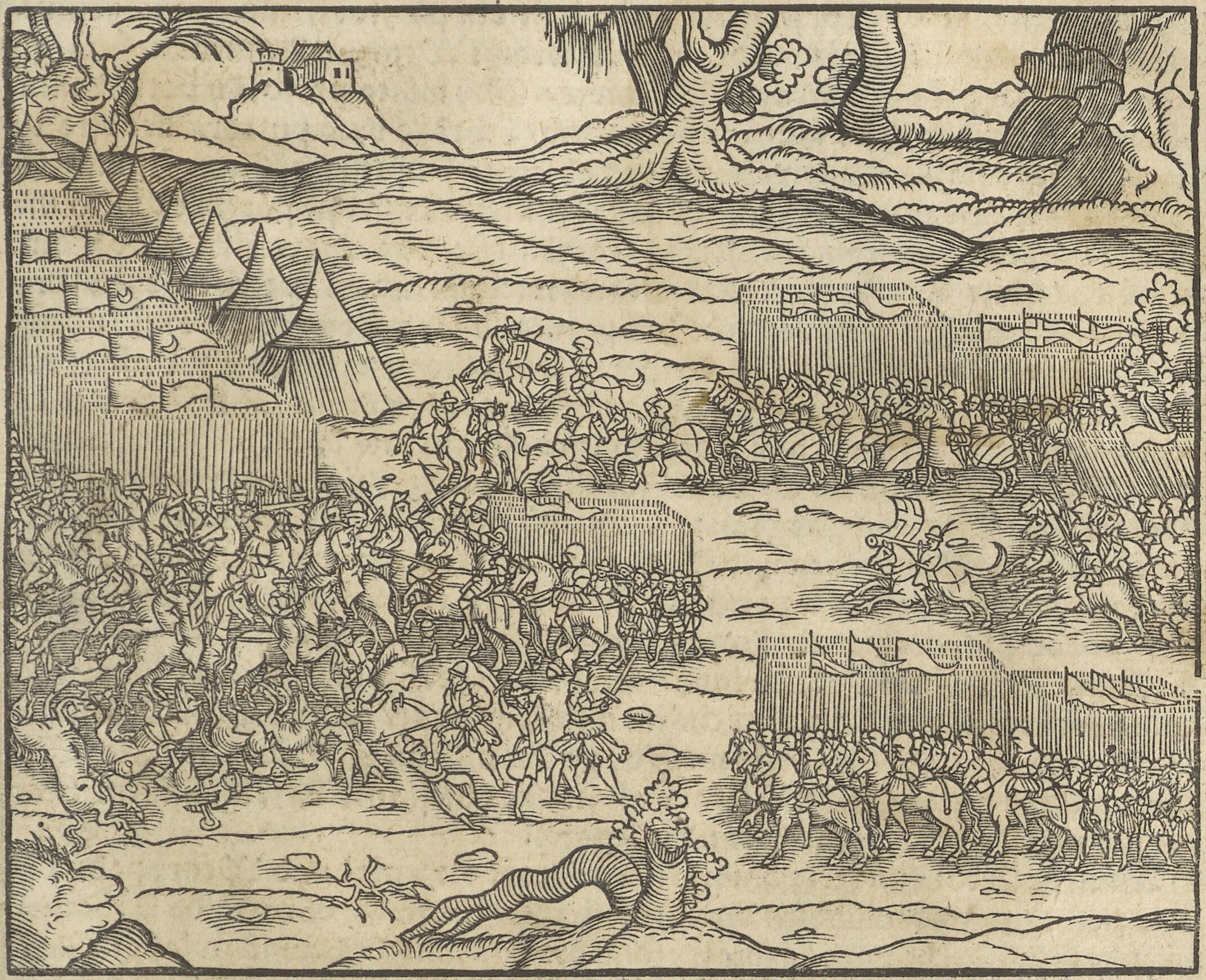
Bitwa pod Warną w Kronice wszystkiego świata Marcina Bielskiego

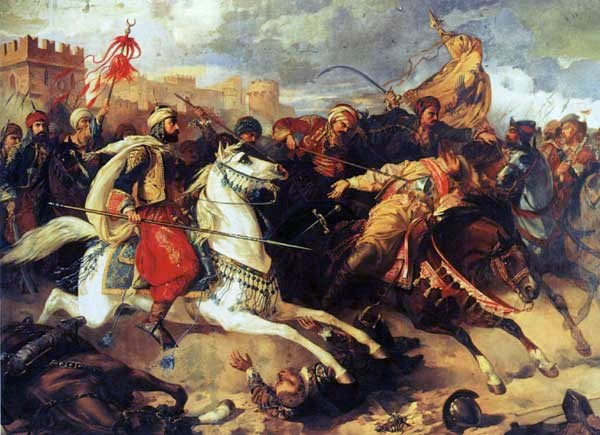
Stanisław Chlebowski „Bitwa pod Warną”

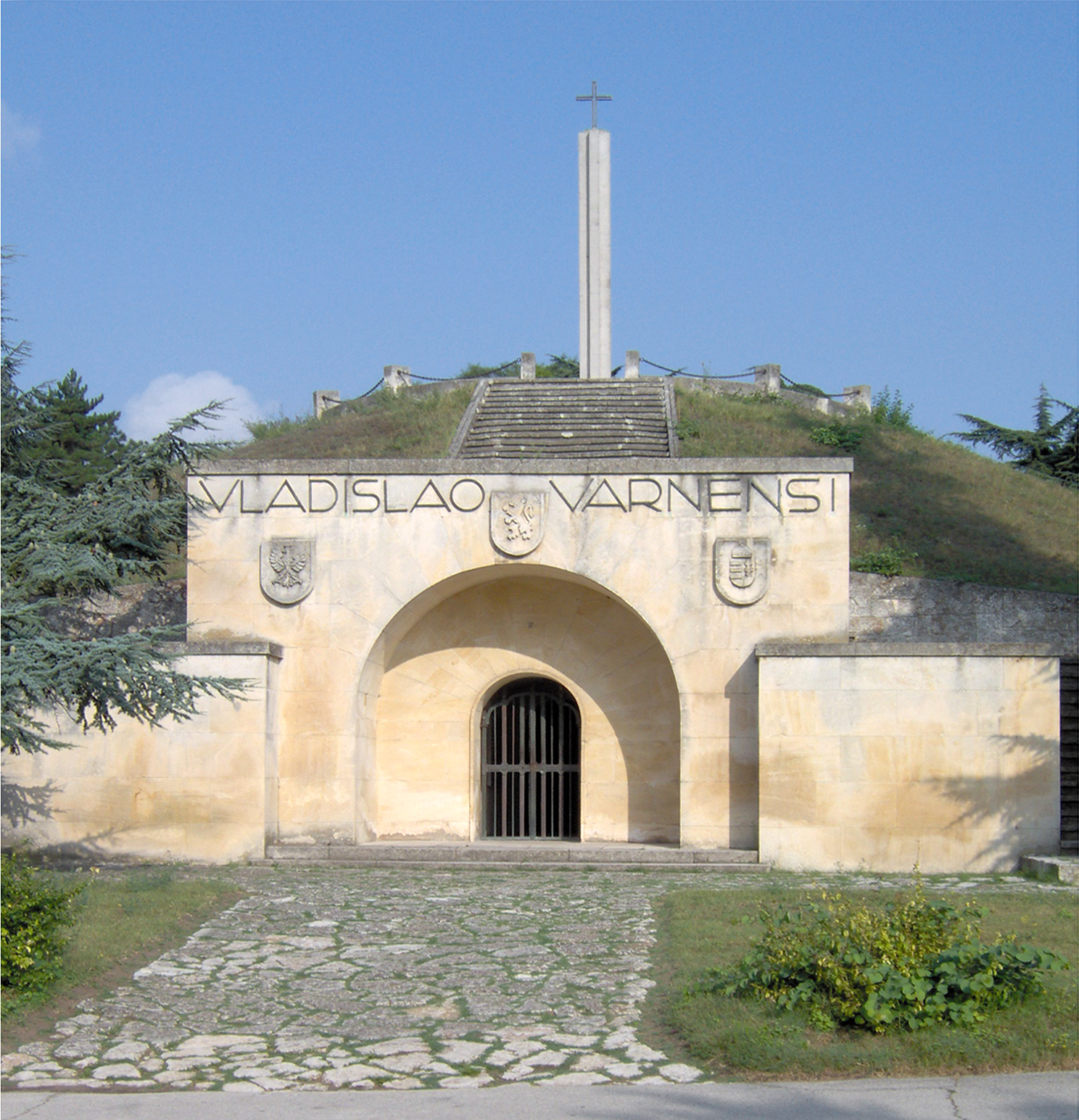
Pomnik-mauzoleum Władysława III Warneńczyka

Bitwa pod Warną – starcie zbrojne, które miało miejsce 10 listopada 1444 roku między oddziałami polsko-węgierskimi oraz innymi wojskami krucjaty antytureckiej pod dowództwem króla polskiego i węgierskiego Władysława III Warneńczyka i wojewody siedmiogrodzkiego Jana Hunyadyego a wojskami tureckimi pod dowództwem sułtana Murada II.

## Geneza
W roku 1396 w bitwie pod Nikopolis Turcy rozgromili wojska papieskie, co dało im możliwość dalszych podbojów w Europie. Węgrzy czując się zagrożeni, zwrócili się do Polski z propozycją zawarcia sojuszu. Władysław III przyjmując koronę Węgier, wziął na siebie obowiązek walki z Turkami. W roku 1441 sułtan Murad II wyprawił się z armią turecką na Belgrad. Wyprawa się nie udała, a cofające się wojska tureckie były atakowane przez oddziały węgierskie i pobite w serii potyczek w 1442 i 1443 roku przez Jana Hunyadyego (tzw. długa kampania). Były to bitwy pod Sybinem (marzec 1442), bitwa nad rzeką Jałomicą (wrzesień 1442) i bitwa pod Niszem (listopad 1443). W roku 1443 i następnym Turcy walczyli również z emirem Anatolii, Ibrahim-bejem, więc była to walka na dwóch frontach. Zmusiło to sułtana do podpisania bardzo korzystnego dla strony chrześcijańskiej traktatu pokojowego na 10 lat (pokój w Segedynie w roku 1444). W sierpniu 1444 Murad II zawarł rozejm z Anatolią i zrzekł się tronu na rzecz swojego 12-letniego syna, Mehmeda II.
Dyplomacja papieska, reprezentowana przez legata Juliana Cesariniego zdołała jednak namówić króla, aby złamał postanowienia traktatu i uderzył na Turków. Był to dogodny moment, ponieważ papiestwu udało się pozyskać Wenecjan do wspólnej walki przeciw niewiernym. Zwołano więc krucjatę i wyruszono na Edirne. W związku z tym Murad II został ponownie wezwany na tron turecki przez swojego syna. Stary sułtan początkowo odmówił, twierdząc, że nie jest już sułtanem, jego syn miał mu jednak odpowiedzieć Jeśli jesteś sułtanem, prowadź swoją armię; lecz jeśli to ja jestem sułtanem, rozkazuję ci abyś przybył i poprowadził moje wojsko. Murad II więc zgodził się i ponownie wstąpił na tron na czas wyprawy.

## Wojska

### Krzyżowcy
Armia krzyżowców składała się głównie z sił polskich i węgierskich. Dodatkowo były tam posiłki czeskie, papieskie, bośniackie, chorwackie, serbskie, bułgarskie, wołoskie, mołdawskie i ruskie. Obiecana pomoc ze strony Konstantynopola (Jan VIII Paleolog) i Albanii nie nadeszła. Wenecjanie i flota papieska miały stać w cieśninach Bosfor i Dardanele, aby nie dopuścić do przedostania się sił tureckich na kontynent europejski. Nie wiedzieli, że w międzyczasie rywale Wenecjan, Genueńczycy, zgodzili się za znaczną cenę przetransportować wojska osmańskie przez cieśniny. Stało się to w połowie października – pomimo blokady Wenecjan. Armia węgierska była słabo uzbrojona i źle zorganizowana. Nie było tam prawie wcale piechoty, nie licząc 100 do 300 czeskich najemnych strzelców. W skład armii wchodziło prawdopodobnie również około stu wozów z załogą. Pozostałą część stanowiła ciężka jazda, głównie siły królewskie i zagraniczni najemnicy, jak również pewna liczba szlacheckich i biskupich chorągwi.

### Turcy
Armia turecka składała się głównie z lekkiej jazdy oraz spahisów z Rumelii i Anatolii, akindżijów i oddziałów tatarskich. Ponadto dużą część stanowili janczarzy, otturacy i azapowie (lekka piechota). U boku sułtana znajdowali się najprawdopodobniej silitarzy, czyli jego gwardia przyboczna.

## Bitwa
Po wyjściu na jaw, że Turcy przedostali się przez czarnomorskie cieśniny, flota wenecka miała popłynąć na północ, do Warny, aby spotkać się z wojskiem chrześcijańskiej koalicji. Niestety Wenecjanie zawiedli i do decydującej bitwy doszło bez ich udziału, król, dowiedziawszy się o tym, chciał zawrócić swoje wojsko, lecz Turcy odcięli odwrót. 20 000 wojsk chrześcijańskich spotkało 60-tysięczną armię turecką. Walkę rozpoczęła jazda turecka na prawym skrzydle. Nie zdołali oni rozbić wojsk węgierskich ani za pierwszym, ani za drugim razem, a za trzecim wojsko chrześcijańskie pogoniło ich na północ. Powstała niebezpieczna luka w wojskach chrześcijan. Wykorzystały to niektóre oddziały muzułmańskie, które dotarły pod samą Warnę. Tam rozgromił ich hufiec królewski. Przewaga wojsk osmańskich zarysowała się także w centrum. Dzięki dowództwu Hunyadyego udało się opanować kryzys. W armii sułtana nastąpiło zamieszanie, padł dowódca spahisów, Karadża-pasza. Zginął również król Władysław III, który nie czekał na pomoc Hunyadyego i myśląc, że nadszedł decydujący moment bitwy, zaatakował tylko nadwornym hufcem. Ciężka jazda wbiła się w czworobok janczarów i została szybko przez nich otoczona. Zabito konia Władysława III, a gdy padł na ziemię, janczar Kodża Hyzyr rzekomo odciął królewską głowę. Głowę tę podobno podarowano sułtanowi, który miał rozkazać przechowywać ją w garnku miodu i wiele lat po bitwie pokazywać gościom. Śmierć króla przesądziła o losie bitwy. Wojska chrześcijan wpadły w panikę. Ponad połowa wojsk polsko-węgierskich została zgładzona. Jan Hunyady zdołał zebrać resztę wojska i powrócić do kraju. Tam przygotował obronę i zatrzymał pochód wojsk tureckich. Śmierć króla Władysława III pozostawiła Węgry we władaniu 4-letniego Władysława Pogrobowca. Król Władysław III został przez Bułgarów obdarowany przydomkiem Warneńczyk i jest uznawany przez nich za bohatera narodowego. Po bitwie nie odnaleziono ciała polskiego monarchy ani jego zbroi.
W bitwie zginęło też wielu znamienitych rycerzy i dostojników. Oprócz króla Władysława można wymienić legata papieskiego Juliana Cesariniego, biskupa Waradynu Jana Dominisa i biskupa Egeru Szymona Rozgonyia. Z polskich rycerzy zginęli m.in. starosta kamieniecki Dziersław Włostowski, bracia Tarnowscy, Stanisław z Różnowa (syn Zawiszy Czarnego z Garbowa), starosta lwowski Spytek Jarosławski czy dworzanin królewski Paweł Wojnicki z Sienna.

## Upamiętnienie
Walki rycerzy polskich pod Warną zostały, po 1990 r., upamiętnione na Grobie Nieznanego Żołnierza w Warszawie napisem na jednej z tablic, „WARNA 10 XI 1444”.
W Warnie znajduje się pomnik-mauzoleum Władysława III Warneńczyka.

## Opracowania
- Jan Dąbrowski, Rok 1444. Spór o traktat szegedyński, Wrocław 1966.
- Jan Dąbrowski, Rok 1444 w świetle najnowszych badań, „Sprawozdanie z posiedzeń i czynności Akademii Umiejętności w Krakowie” 1910, t. 15, nr 2, 1911.
- Jan Dąbrowski, Władysław I Jagiellończyk na Węgrzech (1440-1444), „Rozprawy Warszawskiego Towarzystwa Naukowego”, t. 2, Warszawa 1922.
- Oskar Halecki, Nowe uwagi krytyczne o wyprawie warneńskiej, „Rozprawy Akademii Umiejętności. Wydział Filozoficzno-Historyczny” 70 (1939), z. 5,s.
- Oskar Halecki, The Crusade of Varna: a discussion of controversial Problems, Nowy Jork 1943.
- Oskar Halecki, Spór o Warneńczyka, „Teki Historyczne”, z. 9 (1958),
- Rafał Korbal, Słynne bitwy w historii Polski, Wydawnictwo „Świat Książki”, 1997.
- Edward Potkowski, Warna 1444, seria: „Historyczne bitwy”, Wydawnictwo Bellona, Warszawa 1990. (wyd. I), ISBN 83-11-07793-2.
- Antoni Prochaska, Uwagi krytyczne o klęsce warneńskiej, „Rozprawy Akademii Umiejętności” t. 39.
- Wincenty Swoboda, Warna 1444, seria: „Dzieje narodu i państwa polskiego” I-13, Krajowa Agencja Wydawnicza, Kraków 1994, ISBN 83-03-03629-7.
- Wincenty Swoboda, Znowu o Warnie, „Roczniki Historyczne” 49 (1984).
- Świat chrześcijański i Turcy Osmańscy w dobie bitwy pod Warną, pod. red. Doroty Quirini-Popławskiej, „Zeszyty Naukowe Uniwersytetu Jagiellońskiego”, Prace historyczne, z. 119, „Studia Polono – Danubiana et Balcanica”, 7, Kraków 1995 (Z treści: Krzysztof Bojko, Próby wciągnięcia Księstwa Moskiewskiego do koalicji antytureckiej w latach 1437–1471, s. 149–160, Jerzy Grygiel, Echa bitwy warneńskiej w historiografii czeskiej XV i XVI wieku, s. 131–141, Jerzy Hauziński, Odbudowa państwa Osmanów i jego organizacja wojskowa w I połowie XV wieku, s. 47–58, Wojciech Mruk, Burgundia Filipa Dobrego wobec agresji tureckiej (1419-1444), s. 35–42, Danuta Quirini-Popławska, Republika Wenecka wobec akcji antytureckiej w latach 1440–1444 (na tle sytuacji politycznej w Europie), s. 111–130, Stanisław A. Sroka, Turecko-węgierskie rokowania pokojowe w roku 1444 w świetle najnowszej historiografii węgierskiej, s. 43–46, Piotr Wróbel, Udział państw zachodnich Bałkanów w wyprawach antytureckich Władysława Jagiellończyka i następstwa klęski warneńskiej dla położenia politycznego, s. 95–110).